# Star 1444

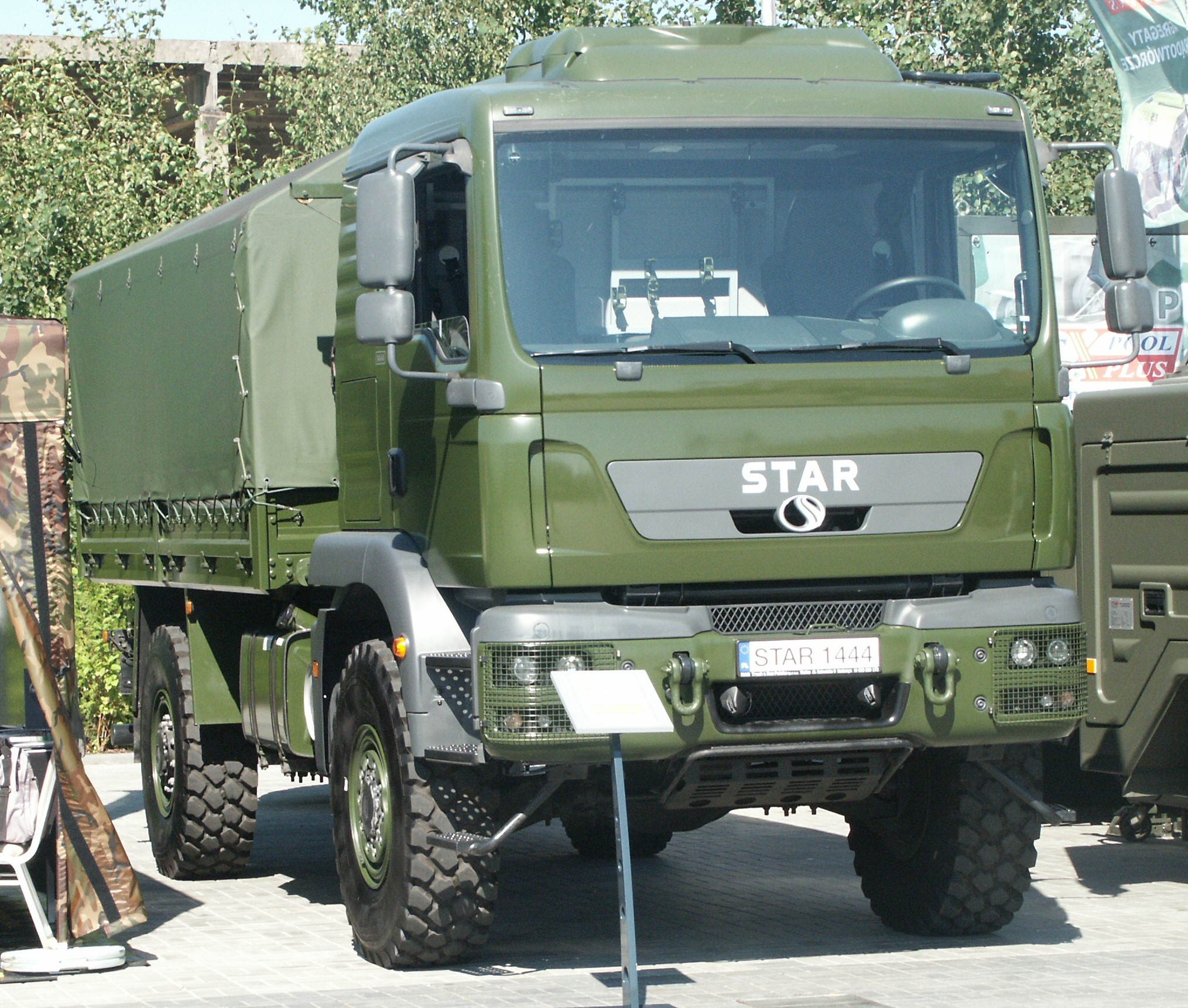
Star 1444 4x4 BB

Star 1444 — среднетоннажный грузовой автомобиль повышенной проходимости производства завода грузовых автомобилей «Star» в городе Стараховице, Польша.
Выпускается с 2007 года на базе MAN TGM.

## История
Впервые автомобиль Star 1444 был представлен в 2007 году. Представляет собой преемник автомобиля Star 944. Кабина, салон и двигатель взяты от немецкой модели MAN TGM.
В 2008 году один из автомобилей был передан в GROM.

## Особенности
В кабине автомобиля три места для сидения. Дополнительно кабина оборудована спальным местом.
Автомобиль оснащён дизельным двигателем внутреннего сгорания MAN D0836, который соответствует стандарту Евро-4. Трансмиссия — EATON FS 8309 DD. Максимальная скорость ограничена электроникой до 88 км/ч.

## Модификации
- Star 1444 4x4 BB (MAN TGM 18.280 BB 4x4).
- Star 1444 4x4 BL (MAN TGM 13.240 4x4 BL).